# Caproni Ca.309
Caproni Ca.309 Ghibli byl italský dvoumotorový dolnoplošník smíšené konstrukce s pevným kapotovaným podvozkem ostruhového typu.

## Vznik
V roce 1936 obdrželo italské koloniální letectvo v Libyi dva lehké dopravní letouny Caproni Ca.308 Borea, které se v afrických podmínkách velmi osvědčily. Následně byl u společnosti Caproni z Ponte San Pietra objednán vývoj speciálního koloniálního letounu. Požadavek zněl na prostorný trup pro přepravu osob a nákladů, střeliva, zásob a pum, hlavňovou výzbroj pro ostřelování pozemních cílů a prostory pro snadnou instalaci fotokamer. Pod vedením šéfkonstruktéra Cesare Pallavicina tak vznikl nový specializovaný stroj Ca.309 Ghibli.

## Vývoj

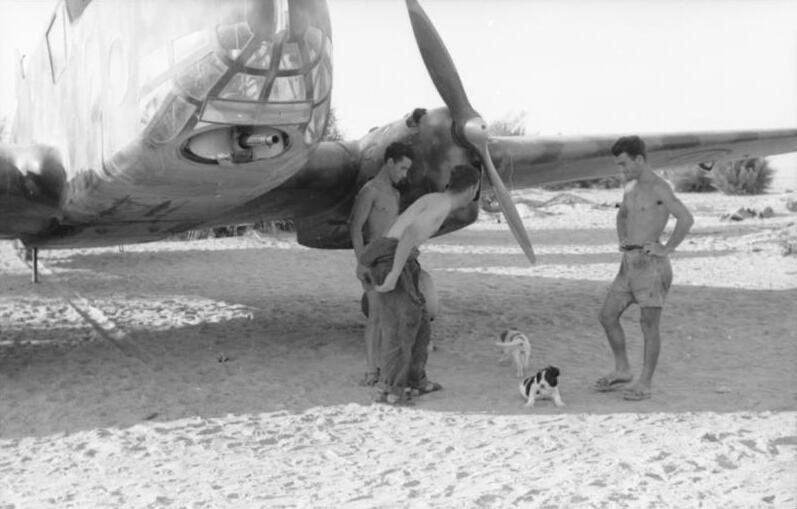
Detail přídě Ca.309 Ghibli

Prototyp Ca.309 (MM.11208) byl zalétán koncem srpna 1936, pohon zajišťovala dvojice invertních šestiválců Alfa Romeo 115 o výkonu po 143 kW. Osádku tvořil pilot a pozorovatel/radista, trupová kabina byla vybavena šesti sedadly. Určena byla převážně pro dopravu vojenského materiálu nebo zabudování fotografických přístrojů. Alternativně bylo možno místo fotovybavení instalovat skříňovou pumovnici na 336 kg menších pum. Výzbroj tvořily dva pevné kulomety SAFAT ráže 7,7 mm v kořenech centroplánu, do závěsu v prosklené přídi bylo možno instalovat pohyblivý kulomet Lewis stejné ráže.
Sériová výroba byla zahájena v říjnu 1936. V roce 1940 vznikl jeden čistě sanitní exemplář s více okny na bocích trupu, další Ca.309 byl v přídi vybaven kanónem Breda ráže 20 mm.

## Nasazení

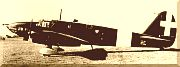
Caproni Ca.309 Ghibli Regia Aeronautica

První sériové letouny přicházely postupně k jednotkám v Libyi, kde konaly převážně průzkumné lety, vyskytovaly se však také na evropských letištích.
Po vstupu Itálie do války létaly průzkumné Ghibli nad Tunisko a podél pobřeží Středozemního moře. V dalších měsících se zapojovaly i do bojů s britskou armádou střelbou na pozemní cíle.
Po britské ofenzivě v prosinci 1940 byla většina Ca.309 stažena z pouštní oblasti do prostorů bojů podél pobřeží. Se vztůstající silou Royal Air Force se snižovala účinnost Ca.309 a tak byly nakonec přesunuty k pomocným činnostem, k výcviku a dopravě.
Válku přežilo 6 strojů, z nichž 4 byly zařazeny do výzbroje spojeneckého italského letectva.

## Specifikace

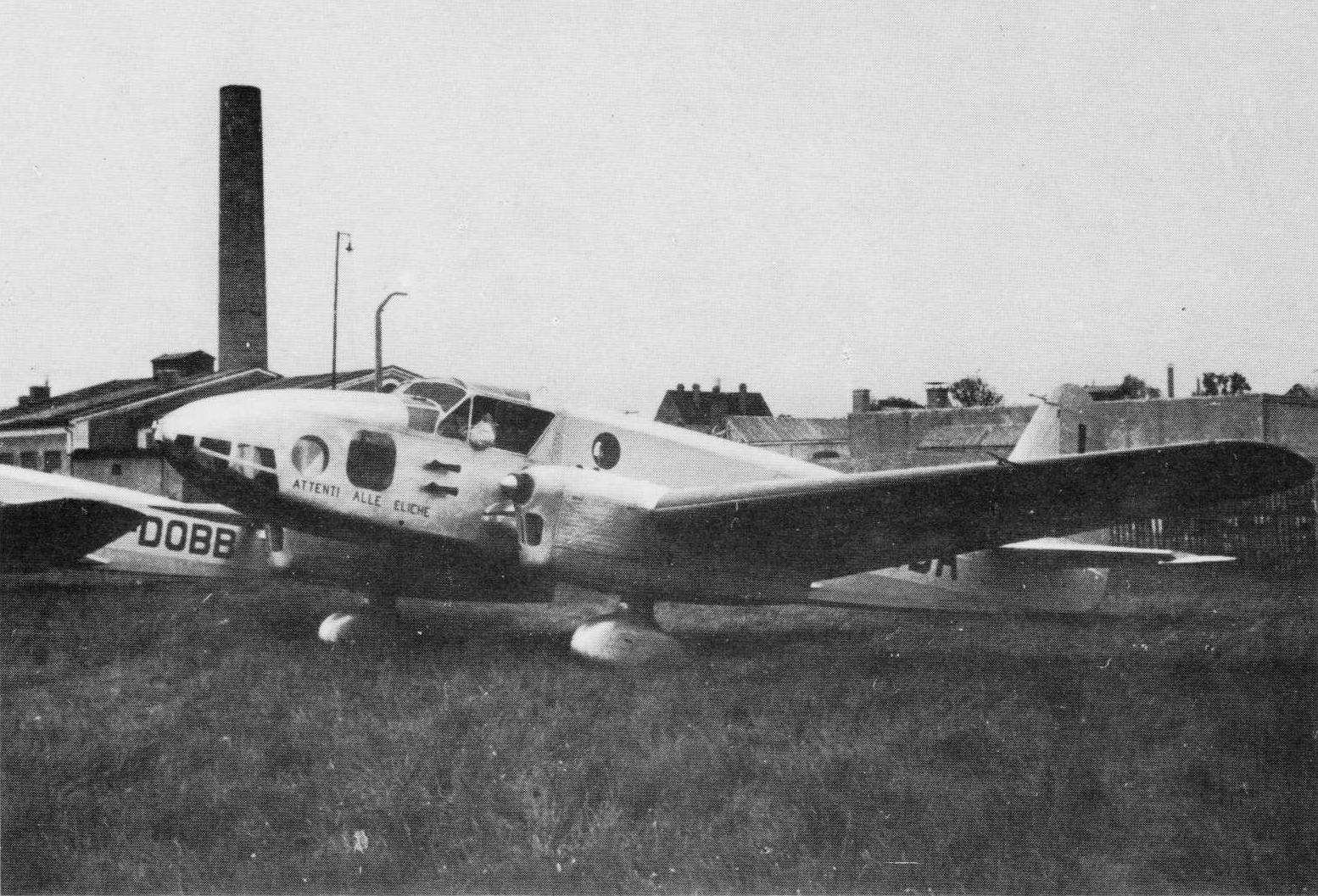
Caproni Ca.309 Ghibli

Údaje dle

### Technické údaje
- Osádka: 2
- Rozpětí: 16,20 m
- Délka: 12,85 m
- Výška: 3,04 m
- Nosná plocha: 38,40 m²
- Hmotnost prázdného letounu: 1 960 kg
- Vzletová hmotnost: 2 930 kg
- Pohonná jednotka: 2 × vzduchem chlazený invertní řadový šestiválec Alfa Romeo 115-II
- Výkon pohonné jednotky: 195 CV (143 kW)

### Výkony
- Maximální rychlost u země: 250 km/h
- Cestovní rychlost: 200 km/h
- Výstup na 3 000 m: 19 min a 3 sekundy
- Dostup: 4 250 m
- Dolet: 1 500 km

### Výzbroj
- 2 × pevný 7,7mm kulomet Breda-SAFAT (v kořenech křídla)
- 1 × pohyblivý 7,7mm kulomet Lewis (v přídi)
- max. 336 kg pum v trupové pumovnici